# Wapen van Zelzate

Het wapen van Zelzate

Het wapen van Zelzate werd aan de toenmalige Oost-Vlaamse gemeente Zelzate toegekend bij MB van 12 juni 1994. Het wapen wordt als volgt geblazoeneerd:

Doorsneden 1. in goud een uitkomende leeuw van sabel houdende in de rechtervoorpoot een dubbele adelaar van hetzelfde 2. in sinopel een paal van zilver.

## Symboliek van het wapen
Het wapen van Zelzate verwijst naar het Asseneder Ambacht, een van de oude Vier Ambachten, waartoe Zelzate onder het ancien régime behoorde. De bovenste helft van het wapen toont dan ook de leeuw die een adelaar in de voorpoot houdt, het symbool van het Asseneder Ambacht. De onderste helft van het wapen symboliseert het Kanaal Gent-Terneuzen, dat van vitaal belang is voor de economie van Zelzate. Het groene veld staat voor de landbouw; de witte paal voor het kanaal.

## Verwante symbolen en wapens

De vlag van Zelzate.
Het wapen van het Asseneder Ambacht.
Wapen van Assenede.
Wapen van Wachtebeke

Aalst · Aalter · Assenede · Berlare · Beveren · Brakel · Buggenhout · De Pinte · Deinze · Denderleeuw · Dendermonde · Destelbergen · Eeklo · Erpe-Mere · Evergem · Gavere · Gent · Geraardsbergen · Haaltert · Hamme · Herzele · Horebeke · Kaprijke · Kluisbergen · Knesselare · Kruibeke · Kruishoutem · Laarne · Lebbeke · Lede · Lierde · Lochristi · Lokeren · Lovendegem · Maarkedal · Maldegem · Melle · Merelbeke · Moerbeke · Nazareth · Nevele · Ninove · Oosterzele · Oudenaarde · Ronse · Sint-Gillis-Waas · Sint-Laureins · Sint-Lievens-Houtem · Sint-Martens-Latem · Sint-Niklaas · Stekene · Temse · Waarschoot · Waasmunster · Wachtebeke · Wetteren · Wichelen · Wortegem-Petegem · Zele · Zelzate · Zingem · Zomergem · Zottegem · Zulte · Zwalm